# Политические партии Республики Корея
В этой статье перечислены политические партии Республики Корея

## Действующие партии

### Парламентские партии
|                           | Партия | Партия                                                    | Партия                                                 | Лидер партии | Парламентский лидер         | Идеология               | Политическая позиция                  | Политика по отношению к Северу | Мест в Национальном собрании | Число губернаторов |
| ------------------------- | ------ | --------------------------------------------------------- | ------------------------------------------------------ | ------------ | --------------------------- | ----------------------- | ------------------------------------- | ------------------------------ | ---------------------------- | ------------------ |
| Парламентские фракции     |        |                                                           | - Демократическая партия - 더불어민주당 - 더불어民主黨 | Ли Чжэ Мён   | Пак Чан Дэ                  | Либерализм              | Центризм — левоцентризм               | Политика солнечного света      | 170 из 300                   | 5 из 17            |
| Парламентские фракции     |        |                                                           | - Сила народа - 국민의힘 - 國民의힘                    | Квон Ён Се   | Квон Сон Дон                | Консерватизм            | Правые                                | Антисеверная                   | 108 из 300                   | 12 из 17           |
| Без парламентской фракции |        |                                                           |                                                        |              |                             |                         |                                       |                                |                              |                    |
|                           |        | - Корейская инновационная партия - 조국혁신당             | Ким Сон Мин                                            | Хван Ун Ха   | Либерализм                  | Левоцентризм            | Политика солнечного света             | 12 из 300                      | 0 из 17                      |                    |
|                           |        | - Партия новых реформ - 개혁신당 - 改革新黨               | Хо Ын А                                                | Чон Ха Рам   | Реформаторский консерватизм | Правоцентризм           | Нет                                   | 3 из 300                       | 0 из 17                      |                    |
|                           |        | - Прогрессивная партия - 진보당 - 進步黨                  | Ким Джэ Ён                                             | Юн Чон О     | Прогрессивизм               | Левые                   | Решительная политика солнечного света | 3 из 300                       | 0 из 17                      |                    |
|                           |        | - Партия базового дохода - 기본소득당                     | Ён Хе Ин                                               | Ён Хе Ин     | Безусловный базовый доход   | Политика одного вопроса | Нет                                   | 1 из 300                       | 0 из 17                      |                    |
|                           |        | - Социал-демократическая партия - 사회민주당 - 社會民主黨 | Хан Чан Мин                                            | Хан Чан Мин  | Социал-демократия           | Левоцентризм            | Нет                                   | 1 из 300                       | 0 из 17                      |                    |

1. ↑  Для создания фракции необходимо более чем 20 депутатов.
2. ↑  «Прогрессивную партию» в Южной Корее часто называют «крайне левой» из-за её симпатий к Северной Корее, противодействия военному присутствию США в Южной Корее и политического сходства с ликвидированной «Объединенной прогрессивной партией». Это связано с тем, что партия произошла от прогрессивного крыла Минджокхебанга (фракция национального освобождения) в Южной Корее, которое описывалось как левые националисты, сторонники воссоединения и антиамериканцы.

### Внепарламентские партии

#### Консервативные
- Республиканская партия[кор.] (공화당), ранее носившая название «Партия межкорейского объединения» (남북통일당)
- Наша республиканская партия (우리공화당)
- Сэнури[англ.] (새누리당)
- Великая национальная партия (2014) (한나라당)
- Новая партия национального участия[англ.] (국민참여신당)
- Гана! Антикоммунистическая партия Кореи[кор.] (가나반공정당코리아), ранее носившая название «Вперёд, Корея!» (가자코리아)
- Христианская партия[кор.] (기독당)
- Партия независимости Кореи[кор.] (독도한국당)
- Великая христианская партия[кор.] (기독대한당), ранее носившая название «Большая партия публичных выборов Кагахохо» (가가호호공명선거대한당)
- Партия свободы и демократии[кор.] (자유민주당)
- Партия нового корейского полуострова[кор.] (신한반도당)
- Корейская народная партия[кор.] (대한국민당)
- Народная великая объединённая партия (국민대통합당)
- Национальная солидарность ради национального единства[кор.] (국민통합연대)
- Партия будущего Корейского полуострова[кор.] (한반도미래당)
- Либеральная партия объединения (자유통일당)

#### Центристские
- Партия Хогик[кор.] (홍익당)
- Партия благосостояния пожилых людей[кор.] (노인복지당), ранее носившая название «Корейская партия благосостояния» (한국복지당)
- Альянс корейской волны[кор.] (한류연합당)
- Партия народного благосостояния[англ.] (민생당)
- Партия народной политики[кор.] (국민정책당)

#### Либеральные партии
- Партия Республика Корея[кор.] (대한민국당)
- Открытая демократическая партия (열린민주당), воссозданная «Открытая демократическая партия[англ.]» (2020—2022), которая объединилась с «Демократической партией» 12 января 2022 года.
- Корейская партия фермеров и рыбаков[кор.] (한국농어민당)
- Сосновая партия[кор.] (소나무당), партия Сон Ён Гиля
- Демократическая партия нового будущего (새미래민주당), ранее известная как «Новое будущее»

#### Прогрессистские партии
- Трудовая партия (노동당)
- Партия справедливости (정의당)
- Партия зелёных Кореи[англ.] (녹색당)
- Мирэ (미래당)
- Партия национального суверенитета[кор.] (국민주권당)

#### Партии одной цели
- Женская партия[англ.] (여성의당)
- Народно-демократическая партия[англ.] (민중민주당)
- Гарак[кор.] (가락당), преследует цель отменить особую привилегию действующих законодателей не подвергаться суду за преступления во время пребывания в должности. Ранее носила названия «Партия нищих» (거지당) и «Партия за отмену особых привилегий» (가락특권폐지당).
- Партия корейской торгово-промышленной палаты[кор.] (가락특권폐지당)

#### Другие партии
- Национально-революционная партия[англ.] (국가혁명당)
- Объединённая корейская народная партия[кор.] (통일한국당)
- К завтрашнему дню, к будущему[кор.] (충청의미래당), местная политическая партия в регионе Чхунчхон. Ранее известная как «Партия будущего Чхунчхона» (2020—2023).
- Тэгон (태건당), псевдорелигиозная партия, созданная на основе религиозного культа Империи Драконов.

## Прекратившие существование

### Консервативные

#### Основные
- Национальный альянс за быстрое достижение независимости Кореи[англ.] (1946—1951)
- Либеральная партия[англ.] (1951—1960)
- Демократическая республиканская партия[англ.] (1963—1980)
- Демократическая партия справедливости[англ.] (1981—1990)
- Демократическая либеральная партия → Новая Корея[англ.] (1990—1997)
- Партия великой страны → Сэнури → Свободная Корея (1997—2020)
- Партия народного будущего[кор.] (국민의미래, 2024), партия-сателлит «Силы народа» на парламентских выборах 2024 года.

#### Мелкие
- Партия корейского сопротивления[англ.] (1945—1950)
- Федерация национальной независимости Кореи (1947—1951)
- Корейская национальная партия (1947—1958)
- Корейская национальная партия → Новая демократическая республиканская партия[англ.] (1981—1990)
- Объединённая народная партия → Демократическая партия (1992—1995)
- Объединённые либерал-демократы[англ.] (1995—2006)
- Партия «Люди превыше всего»[англ.] (2005—2008)
- Либерально-передовая партия → Партия объединённого развития (2008—2012)
- Пропаковская коалиция → Альянс надежд на будущее[англ.] (2008—2012)
- Партия Ханнара[англ.] (2012)
- Вечнозелёная партия Кореи[англ.] (2017—2018)
- Партия Великого национального единства[англ.] (2017—2018)
- Правильная партия (2017—2018)
- Парынмирэдан (2018—2020)
- Новая консервативная партия[англ.] (2020)
- Республиканская партия[англ.] (공화당, 2014—2020), объединилась с Христианско-либеральной партией объединения (기독자유통일당) и образовала Национально-революционную партию (국민혁명당).
- Партия ури[кор.] (우리당, 2020)
- Свободная Корея 21[англ.] (자유한국21, 2016—2021), бывшая Корейская экономическая партия, объединилась с Свободно-демократической партией.
- Народная партия (2020—2022)
- Чинбак Йонде[англ.] (친박연대, 2012—2022)
- Союз будущего корейского полуострова[кор.] (한반도미래연합, 2016—2022)
- Партия свободы[кор.] (자유당, 2020—2024)
- Революция 21[кор.] (혁명21당, 2021—2024)
- Рассвет свободы[англ.] (자유의새벽당, 2019—2024)
- Про-Пак новая партия (친박신당, 2020—2024), слилась с «Силой народа»

### Либеральные

#### Основные
- Корейская демократическая партия → Демократическая национальная партия (1945—1955)
- Демократическая партия[англ.] (1955—1961)
- Партия гражданского правления[англ.] (1963—1965)
- Народная партия → Новая демократическая партия[англ.] (1965—1980, запрещена)
- Демократическая партия Кореи[англ.] (1981—1988)
- Новая Корея и Демократическая партия[англ.] (1984—1988)
- Демократическая партия воссоединения[англ.] (1987—1990)
- Демократическая партия мира[англ.] (1987—1991)
- Демократическая партия[англ.] (1991—1995)
- Национальный конгресс за новую политику[англ.] (1995—2000)
- Демократическая партия нового тысячелетия → Демократическая партия (2000—2008)
- Народная партия свободы → Уридан (2002—2007)
- Великая объединённая новая демократическая партия (2007—2008)
- Объединённая демократическая партия → Демократическая партия (2008—2011)
- Демократическая объединенная партия → Демократическая партия (2011—2014)
- Демократический альянс[кор.] (더불어민주연합, 2024), партия-сателлит «Демократической партии» на парламентских выборах 2024 года.

#### Мелкие
- Демократическая партия (1963—1965)
- Партия демократического объединения (1973—1980)
- Демократическая партия[англ.] (1990—1991)
- Демократическая партия[англ.] (1995—1997)
- Партия участия[англ.] (2010—2011)
- Партия нового политического видения (2014)
- Демократическая партия[англ.] (2014—2016)
- Народная партия (2016—2018)
- Партия за демократию и мир[англ.] (2018—2020)
- Новая альтернатива[англ.] (2019—2020)
- Будущая демократическая партия[англ.] (미래민주당, 2020)
- Открытая демократическая партия[англ.] (2020—2022)
- Новая волна[англ.] (새로운물결, 2021—2022)
- Переходная Корея[англ.] (시대전환, 2020—2023), слилась с консервативной «Силой народа».
- Надежда Кореи (한국의희망, 2023—2024), слилась с консервативной «Партией новых реформ».
- Новый выбор (새로운선택, 2024), слилась с консервативной «Партией новых реформ».
- Партия солидарности пробуждённых граждан[кор.] (깨어있는시민연대당, 2020—2024)
- K-политический союз инноваций[кор.] (K정치혁신연합당, 2022—2024), ранее носившая название «Партия светлого будущего» (더밝은미래당)

### Прогрессистские партии
- Подготовительный комитет национального строительства → Народная партия Кореи → Народная лейбористская партия (1945—1950)
- Трудовая партия Южной Кореи (조선로동당, 1946—1953, запрещена)
- Социал-демократическая партия Кореи (조선사회민주당, 1948, запрещена)
- Социалистическая партия (1951—1953)
- Прогрессивная партия[англ.] (1956—1958, запрещена)
- Объединённая социалистическая партия Кореи[англ.] (통일사회당, 1961—1967, запрещена)
- Революционная партия за воссоединение → Национальный демократический фронт Южной Кореи → Антиимпериалистический национально-демократический фронт[англ.] (1969—2005, запрещена)
- Демократическая партия Ханкёре[англ.] (1988—1991)
- Народная партия (1988)
- Популярная партия[англ.] (1990—1992)
- Народная Победа 21 → Демократическая рабочая партия (1997—2011)
- Молодёжная прогрессивная партия → Социалистическая партия → Корейская социалистическая партия → Социалистическая партия[англ.] (1998—2012)
- Новая прогрессивная партия (2008—2012)
- Объединённая прогрессивная партия (2011—2014, запрещена)
- Народная объединённая партия[англ.] (2016—2017)
- Новая народная партия[англ.] (2017)
- Рабочая партия социалистов-революционеров[англ.] (2016—2022), незарегистрированная крайне левая политическая партия. Она не может зарегистрироваться из-за запрета открыто социалистических или коммунистических партий в соответствии с Законом о национальной безопасности. Слилась с «Трудовой партией» в 2022 году.
- Вперёд, партия мира и прав человека![кор.] (가자!평화인권당, 2020–2024)

### Зелёные
- Зелёные Кореи[англ.] (2004—2008)
- Вперёд, экологическая партия![кор.] (가자환경당, 2020–2024)

### Другие
- Партия мира Народного полуострова Нью-Хань[кор.] (신한반도체제평화당), партия панкорейского национализма и чхондоизма, претендующая на объединение не только Корейского полуострова, но и земель, на которых проживают корейцы, в Китае, России и Японии. Слилась с партией «К завтрашнему дню, к будущему».
- Функциональная партия самозанятости[кор.] (직능자영업당), слилась с партией «К завтрашнему дню, к будущему»
- Партия малых и средних самозанятых[кор.] (중소자영업당, 2020–2024)